# 정두호
정두호(鄭斗鎬, 1992년10월1일 ~ )는 대한민국의 바둑 기사이다.

## 약력
7살때 아버지의 권유로 바둑을 시작했으며, 양천대일도장에서 바둑을 배웠다. 2011년 제16회 LG배 아마예선결승통과 통합 예선에 진출했다. 2012년 제131회 일반인입단대회를 통해 입단했다. 2014년 2단을 거쳐 2016년 12월 3단으로 승단했다. 2021년에 4단으로 승단했다.